# Svensktoppen 2005
Svensktoppen 2005 innebar bland annat att Björn Skifs, med kärlekssången "Håll mitt hjärta", den 11 juni 2005 slog längdrekordet då den legat i 111 omgångar. Tidigare innehades rekorded av Peter Jöback med melodin "Guldet blev till sand", som låg på listan 1997-1999. Mest framgångsrika melodi på Svensktoppen under 2005 blev "Du är min man" av Benny Anderssons Orkester med Helen Sjöholm. Från Melodifestivalen 2005 blev "Håll om mig" med Nanne Grönvall mest framgångsrika melodi, och låg på Svensktoppen i totalt 36 veckor. "Håll om mig" slutade på tredje plats bland mest framgångsrika melodier på Svensktoppen under 2005.

## Årets Svensktoppsmelodier 2005
| Nr | Sång                     | Framförd av                                 | Poäng       | Antal veckor |
| -- | ------------------------ | ------------------------------------------- | ----------- | ------------ |
| 1  | Du är min man            | Benny Anderssons Orkester med Helen Sjöholm | 24439 poäng | 52 veckor    |
| 2  | Gabriellas sång          | Helen Sjöholm & Stefan Nilsson              | 18310 poäng | 52 veckor    |
| 3  | Håll om mig              | Nanne Grönvall                              | 13437 poäng | 36 veckor    |
| 4  | Håll mitt hjärta         | Björn Skifs                                 | 12087 poäng | 36 veckor    |
| 5  | De vackraste orden       | CajsaStina Åkerström                        | 5029 poäng  | 31 veckor    |
| 6  | Open Door                | Bodies Without Organs                       | 4682 poäng  | 21 veckor    |
| 7  | A Different Kind of Love | Caroline Wennergren                         | 3978 poäng  | 19 veckor    |
| 8  | Alldeles lagom           | Peps Blodsband                              | 3975 poäng  | 17 veckor    |
| 9  | Sunshine in the Rain     | Bodies Without Organs                       | 3836 poäng  | 8 veckor     |
| 10 | Coming True              | Daniel Lindström                            | 3010 poäng  | 9 veckor     |
| 11 | Las Vegas                | Martin Stenmarck                            | 2963 poäng  | 9 veckor     |
| 12 | Efterfest                | Magnus Uggla                                | 2824 poäng  | 13 veckor    |
| 13 | A Brand New Day          | Lisa Miskovsky                              | 2373 poäng  | 14 veckor    |
| 14 | Att älska dig            | Shirley Clamp                               | 2118 poäng  | 10 veckor    |
| 15 | Många tusen mil          | Sten & Stanley                              | 1522 poäng  | 8 veckor     |